# Madatyphlops domerguei
Madatyphlops domerguei är en ormart som beskrevs av Roux-Estève 1980. Madatyphlops domerguei ingår i släktet Madatyphlops och familjen maskormar. Inga underarter finns listade i Catalogue of Life.
Denna orm har två små populationer på sydöstra Madagaskar. Madatyphlops domerguei gräver i lövskiktet och i det översta jordlagret. Honor lägger antagligen ägg.
Det är inget känt om populationens storlek och möjliga hot. IUCN kategoriserar arten globalt som otillräckligt studerad.